# コニフェリン
コニフェリン (Coniferin) は、コニフェリルアルコールのグルコシドである。
主に球果植物門に存在し、細胞壁のリグニンの中間体である。急速に成長している部位に多く存在し、葉や休眠期の形成層では見られない。このため、成長部に輸送されてβ-グルコシダーゼによって分解されることで、コニフェリルアルコールを供給する役割を持っていると考えられる。
バニリンは、1874年にドイツの化学者フェルディナント・ティーマンとヴィルヘルム・ハーマンにより、コニフェリンを原料として初めて合成された。